# جورج جيمس أندرسون
جورج جيمس أندرسون (بالإنجليزية: George James Anderson)‏ هو سياسي نيوزلندي، ولد في 1860، وتوفي في 15 ديسمبر 1935. انتخب عضو مجلس النواب نيوزيلندا.